# Alexander Görner
 Alexander Görner (* 16. November 1900 in Graz; † 1976) war ein deutscher Wirtschaftswissenschaftler.

## Leben

### Familie und Ausbildung
Alexander Görner wurde in der Südsteiermark geboren. Im Ersten Weltkrieg war er Gebirgsschütze. Er promovierte im November 1925 an der Universität Frankfurt am Main (Fachrichtung: Volkswirtschaft) und habilitierte in Berlin 1938 an der Technischen Hochschule.

### Lehrtätigkeit
Görner war Dozent ab 1929 an der Hochschule für Welthandel in Wien, ab 1935 an der Technischen Hochschule Berlin und ab 1939 an der Deutschen Universität Prag. Dort wurde er 1942 außerplanmäßiger Professor. Er erhielt 1956 einen Lehrauftrag an der Technischen Hochschule Karlsruhe und war danach Professor an der Technischen Universität Berlin. (Quelle: LCAuth)

### Kriegseinsatz und Gefangenschaft
1938 amtierte er als Referatsleiter der Forschungsstelle für Wehrwirtschaft im Reichswirtschaftsministerium, war dann im Zweiten Weltkrieg Kraftfahroffizier. Ab 1943 gehörte er dem wissenschaftlichen Beirat der vom Reichsminister für Rüstung und Kriegsproduktion geschaffenen Dienststelle für Transportordnung an, in dieser Eigenschaft war er zugleich Verbindungsoffizier zu verschiedensten Obersten Kommandostellen. Mitte Mai 1955 wurde er aus dem Dekabristengefängnis Alexandrowsk bei Irkutsk entlassen.

### Politische Orientierung
Görner trat zum 14. Oktober 1931 der NSDAP bei (Mitgliedsnummer 612.044) und schloss sich auch der NSBO an. Görner war Anhänger einer völkischen Wirtschaft nach dem Prinzip des Deutschen Sozialismus.

## Publikationen von Alexander Görner
- Die Grundprobleme europäischer Rationalisierung‘‘. Graz: Leuschner 1928.
- Vom Klassenstaat zur Volksgemeinschaft. Berlin: Siebert 1938 (Habil.-Schrift).
- Die Hauptlehren der Nationalökonomie : vom Werden der Volkswirtschaft ‘‘. Bad Oeyenhausen 1942.
- UdSSR : unser Wissen über die Sowjetunion (als Mitautor). Berlin: Safari 1957.
- Humanitas ante portas Tradierte Vorurteile hemmen den Durchbruch ‘‘. In: Zeitschrift für Sozialreform. 25 (1979), 7, S. 395–403.